# Beriah Magoffin
Beriah Magoffin, född 18 april 1815 i Harrodsburg, Kentucky, död 28 februari 1885 i Harrodsburg, Kentucky, var en amerikansk demokratisk politiker. Han var Kentuckys guvernör 1859–1862.
Magoffin utexaminerades 1835 från Centre College och avlade 1838 juristexamen vid Transylvania University. Han var elektor för demokraterna i presidentvalen 1844, 1848, 1852 och 1856. År 1855 kandiderade han utan framgång till viceguvernör.
Magoffin efterträdde 1859 Charles S. Morehead som Kentuckys guvernör och efterträddes 1862 av James Fisher Robinson. Amerikanska inbördeskriget bröt ut under Magoffins ämbetsperiod som guvernör. I och med att unionisterna hade majoritet i delstatens lagstiftande församling, kunde slaveriförespråkaren Magoffin inte effektivt främja Kentuckys utträde ur USA. I den situationen valde han en neutralitetspolitik och tackade nej till både nord- och sydstaternas önskemål om frivilliga trupper. En kompromiss löste 1862 Magoffins konflikt med delstatens lagstiftande församling gällande inbördeskriget. Magoffin avgick i utbyte mot att James Fisher Robinson först valdes till talman i delstatens senat. Annars hade Robinsons företrädare John F. Fisk efterträtt Magoffin som guvernör i och med att viceguvernörsämbetet var vakant efter Linn Boyds död.
Magoffin avled 1885 och gravsattes på Spring Hill Cemetery i Harrodsburg.